# Schistostege infuscata
Schistostege infuscata là một loài bướm đêm trong họ Geometridae.